# Angelo Celsi
Angelo Celsi (ur. w 1600 w Rzymie, zm. 6 listopada 1671 tamże) – włoski kardynał.

## Życiorys
Urodził się w 1600 roku w Rzymie. Studiował prawo kanoniczne i cywilne, a następnie został referendarzem Najwyższego Trybunału Sygnatury Apostolskiej i audytorem Roty Rzymskiej. 14 stycznia 1664 roku został kreowany kardynałem diakonem i otrzymał diakonię San Giorgio in Velabro. W tym samym roku został prefektem Kongregacji Soborowej. Zmarł 6 listopada 1671 roku w Rzymie.